# Konstantin Biebl

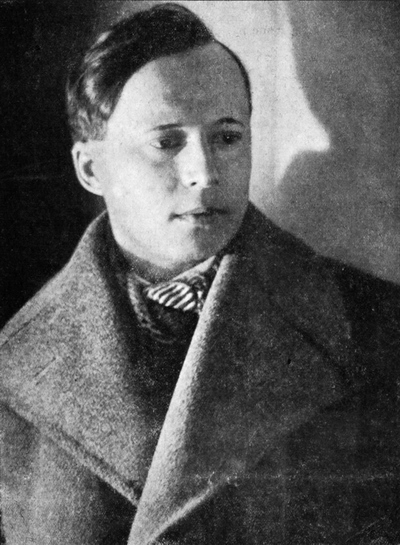
Konstantin Biebl 1928

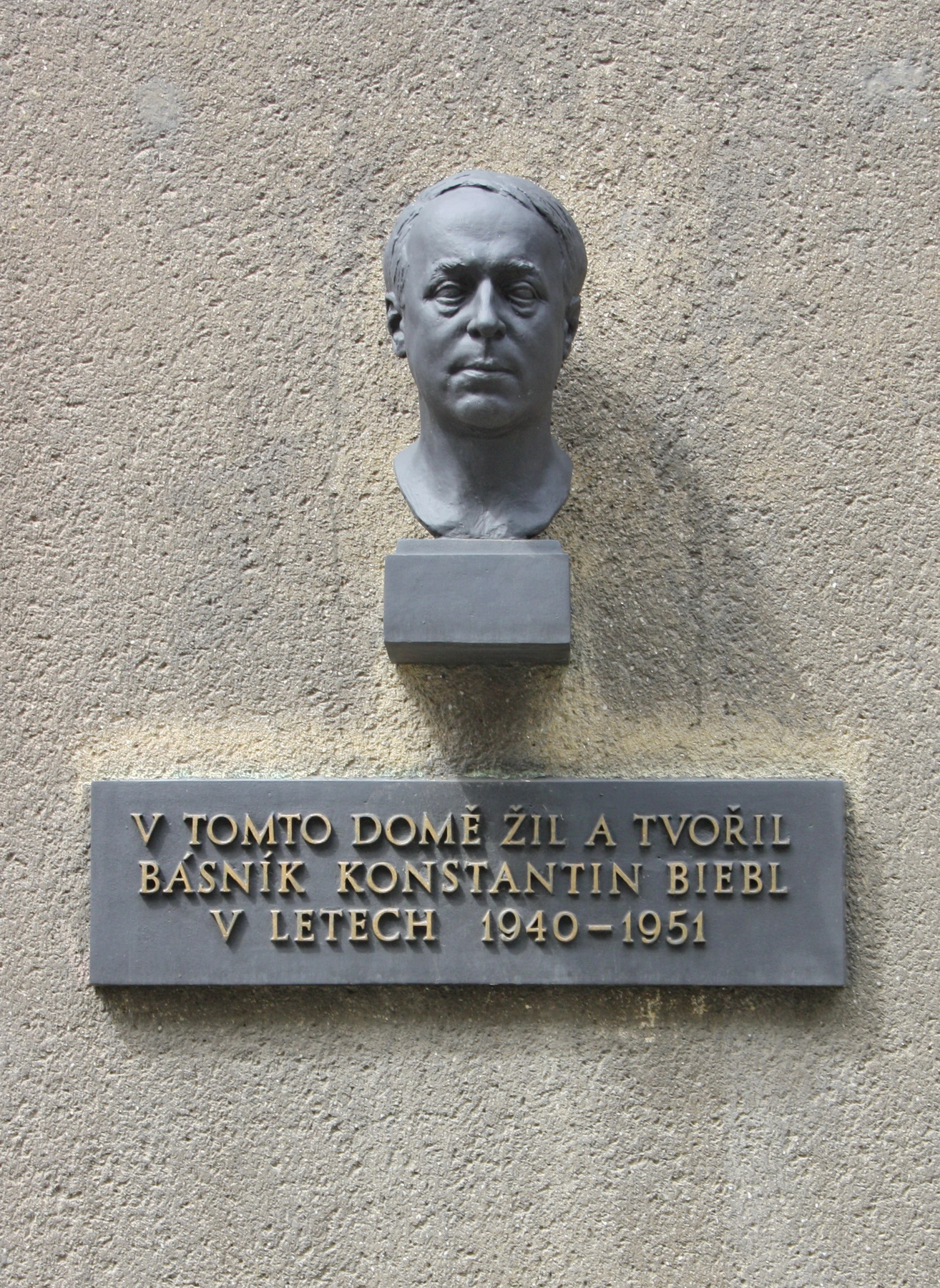
Gedenktafel in Prag

Konstantin Biebl (* 26. Februar 1898 in Slavětín nad Ohří; † 12. November 1951 in Prag) war ein tschechischer Dichter.

## Leben
Konstantin Biebl besuchte die Realschule, die er nie beendete, in Louny und ging nach Prag. Dort musste er kurz darauf als Soldat in den Ersten Weltkrieg. Im Januar 1918 wurde er auf dem Balkan verletzt, von Partisanen gefangen genommen und zum Tod verurteilt. Ihm gelang jedoch die Flucht. 
Nach 1918 studierte er an der medizinischen Fakultät, beendete das Studium aber ebenfalls nicht. In den 1920er Jahren wurde er Mitglied der sozialorientierten avantgardistischen Gruppe Devětsil. Biebl unternahm 1926 eine Schiffsreise nach Java, Ceylon und Sumatra. Nach 1934 wurde er Mitglied der Gruppe der Surrealisten. Nach der kommunistischen Machtergreifung 1948 wurde er zunehmend kritisiert, es wurde ihm Formalismus vorgeworfen und die Unfähigkeit, im Stil des sogenannten sozialistischen Realismus zu schreiben.
Im Alter von 53 Jahren verübte Konstantin Biebl am 12. November 1951 in Prag Suizid.

## Wirken
Biebls literarisches Wirken begann mit proletarischer Poesie, beeinflusst durch Jiří Wolker und seinen Onkel Arnošt Ráž, über Poetismus und Surrealismus bis zur sozialen Poesie der Nachkriegszeit.
Seine ersten Gedichte erschienen in der studentischen Zeitschrift Cíl (Ziel) in  Louny. Darauffolgende Werke wenden sich durch kriegsbedingte Erlebnisse einer deutlich düsteren Motivik zu. Es folgen Werke, die durch die Freundschaft zu Wolker und von seinen Reisen geprägt wurden. Seine Lyrik ist pazifistisch ausgelegt, jedoch mit pessimistischem Unterton, was zukünftige, weltliche und persönliche, Entwicklungen betrifft.

## Übersetzungen ins Deutsche
- Poesiealbum 117. Verlag Neues Leben, Berlin 1977.
- Böhmisches Paradies. Ludewig, Berlin 1998, ISBN 3-9805851-2-3.
- Plancius. Ludewig, Berlin 2000, ISBN 3-9805851-7-4.
- Slavětín. Privatdruck Peter Ludewig, München 2001.
- Die erste Palme. Privatdruck Peter Ludewig, München 2002.
- Wo wir jetzt leben möchten. Privatdruck Peter Ludewig, München 2002.
- In memoriam Jiří Wolker. Privatdruck Peter Ludewig, München 2003.
- Bei einem Totenmahl. Ludewig, München 2003, ISBN 3-9808640-3-0.
- Wolker. Ludewig, München 2006, ISBN 3-9810572-1-X.